# Бунвил (Индијана)
Бунвил (енгл. Boonville) град је у америчкој савезној држави Индијана.

## Демографија
По попису из 2010. године број становника је 6.246, што је 588 (-8,6%) становника мање него 2000. године.
| Група             | 2000.         | 2010.         |
| Белци             | 6.704 (98,1%) | 6.051 (96,9%) |
| Афроамериканци    | 44 (0,6%)     | 29 (0,5%)     |
| Азијати           | 8 (0,1%)      | 8 (0,1%)      |
| Хиспаноамериканци | 30 (0,4%)     | 74 (1,2%)     |
| Укупно            | 6.834         | 6.246         |